# Adnoptilum ottkei
Adnoptilum ottkei is een haft uit de familie Baetidae. De wetenschappelijke naam van de soort is voor het eerst geldig gepubliceerd in 2010 door Gattolliat & Monaghan.
De soort komt voor in het Afrotropisch gebied.